# Dasyprocta variegata
Dasyprocta variegata és una espècie de mamífer rosegador de la família dels dasipròctids. Viu a Bolívia, el Brasil i el Perú. Els seus hàbitats naturals són els boscos madurs, pertorbats i secundaris, així com els jardins i les plantacions. Es tracta d'un animal diürn que es nodreix de fruit i núcules. Es desconeix si hi ha cap amenaça significativa per a la supervivència d'aquesta espècie. El seu nom específic, variegata, significa ‘bigarrada’ en llatí.